# Lidy van Eijsselsteijn
Engelina Alijda Johanna (Lidy) van Eijsselsteijn (Nieuwe Pekela, 3 juni 1904 – Haren, 24 oktober 1986) was een Nederlands dichteres en schrijfster.
Van Eijsselsteijn werd geboren als dochter van een predikant. Vanaf haar zestiende publiceerde ze gedichten in tijdschriften. In 1970 werd haar de Hendrik de Vriesprijs toegekend voor haar gehele oeuvre, hoewel De Vries het daar niet mee eens was.
Naast dichteres en schrijfster was Van Eijsselsteijn kunstcriticus voor het dagblad Trouw en vertaalster naar het Gronings voor de RONO. Ze was een nicht van de schrijver Ben van Eysselsteijn.